# Cesare Bovo
Cesare Bovo (Rome, 14 januari 1983) is een Italiaans voetballer die bij voorkeur als verdediger speelt. Hij verruilde in 2013 Genoa voor Torino, waar hij in 2014 zijn contract verlengde tot medio 2016.
Bovo debuteerde in het betaald voetbal in het shirt van Lecce, destijds spelend in de Serie B. Zijn eerste wedstrijd was een met 1-4 verloren partij tegen Brescia, op 5 oktober 2003. Hij promoveerde dat seizoen met Lecce naar de Serie A.
Bovo nam met het Italiaans olympisch voetbalelftal deel aan de Olympische Spelen van 2004 in Athene. Daar won de ploeg onder leiding van bondscoach Claudio Gentile de bronzen medaille door Irak in de troostfinale met 1-0 te verslaan.

## Erelijst
| Europees kampioen -21 | 1x | 2004 |